# Cyperus
Genre
Classification phylogénétique
Cyperus est un genre de plantes monocotylédones de la famille des Cyperaceae. Il regroupe des plantes communément appelées souchet. Ce sont des plantes aquatiques, souvent originaires des régions tropicales et subtropicales, mais on en trouve aussi dans les pays tempérés. Il compte 400 espèces qui, pour la plupart, poussent en terrain marécageux. Le plus connu est le célèbre papyrus, plante importante pour les Égyptiens, qui en faisaient des feuilles pour écrire.

## Liste d'espèces
Selon[réf. nécessaire]
- Cyperus albostriatus - Souchet diffus (C'est une plante gracile de couleur vert clair brillant, donnant des petites fleurs d'un brun très pâle. Ses tiges mesurent entre 25 et 50 cm de haut.)
- Cyperus acuminatus Torr. et Hook. ex Torr.
- Cyperus aggregatus (Willd.) Endl.
- Cyperus alopecuroides Rottb.
- Cyperus alternifolius (=Cyperus flabelliformis) - Cyperus à feuilles alternes ou plante ombrelle (Il peut atteindre 1,20 m et porte, l'été, sur ses feuilles, des couronnes de minuscules fleurs brunes semblables à des graminées, c'est celui qui est souvent vendu dans le commerce sous le terme  « Papyrus », terme qui ne devrait être consacré qu'au Cyperus papyrus)
  - Cyperus alternifolius 'Zumula' cultivar de Cyperus alternifolius vendu comme herbe à chat
- Cyperus amabilis Vahl
- Cyperus amuricus Maxim.
- Cyperus articulatus L.
- Cyperus auriculatus Nees et Meyen ex Kunth
- Cyperus bipartitus Torr.
- Cyperus calcicola Britt.
- Cyperus cephalanthus Torr. et Hook.
- Cyperus compressus L.
- Cyperus confertus Sw.
- Cyperus congestus Vahl
- Cyperus conglomeratus Rottb.
- Cyperus croceus Vahl
- Cyperus cuspidatus Kunth
- Cyperus cyperinus (Retz.) Sur.
- Cyperus cyperoides (L.) Kuntze
- Cyperus ×deamii O'Neill (pro sp.)
- Cyperus dentatus Torr.
- Cyperus dentoniae G. Tucker
- Cyperus dewildeorum
- Cyperus diandrus Torr.
- Cyperus difformis L.
- Cyperus diffusus Vahl
- Cyperus digitatus Roxb.
- Cyperus dioicus I.M. Johnston
- Cyperus dipsaceus Liebamann
- Cyperus distans L. f.
- Cyperus distinctus Steud.
- Cyperus echinatus (L.) Wood
- Cyperus elegans L.
- Cyperus engelmanni - Cyperus d'Engelmann
- Cyperus entrerianus Boeckl.
- Cyperus eragrostis Lam.
- Cyperus erythrorhizos Muhl.
- Cyperus esculentus L. - Souchet comestible, Amande de terre, Choufa ou Noix tigrée. (Hauteur : 20 à 60 cm)
  - Cyperus esculentus var. esculentus L.
- Cyperus expansus Poir.
- Cyperus fauriei Kükenth.
- Cyperus fendleranus Boeck.
- Cyperus fendlerianus Boeckl.
- Cyperus filicinus Vahl
- Cyperus filiformis Sw.
- Cyperus flavescens L.
- Cyperus flavicomus Michx.
- Cyperus flexuosus Vahl
- Cyperus floridanus Britt.
- Cyperus fugax Liebm.
- Cyperus fuligineus Chapman
- Cyperus fuscus L. - Souchet brun
- Cyperus giganteus Vahl
- Cyperus gracilis R. Br.
- Cyperus granitophilus McVaugh
- Cyperus grayi Torr.
- Cyperus grayoides Mohlenbrock
- Cyperus haspan L.
- Cyperus hermaphroditus (Jacq.) Standl.
- Cyperus hillebrandii Boeckl.
- Cyperus houghtonii Torr.
- Cyperus hypochlorus Hbd.
- Cyperus hypopitys G. Tucker
- Cyperus hystricinus Fern.
- Cyperus imbricatus Retz.
- Cyperus involucratus Rottb. - Plante ombrelle ou Souchet à feuilles alternes
- Cyperus iria L.
- Cyperus javanicus Houtt.
- Cyperus kunthianus (Gaud.) Hbd.
- Cyperus laevigatus L. - Souchet à deux épis
- Cyperus lancastriensis Porter ex Gray
- Cyperus lanceolatus Poir.
- Cyperus lecontei Torr. ex Steud.
- Cyperus lentiginosus Millsp. et Chase
- Cyperus ligularis L.
- Cyperus longus - Souchet odorant, Souchet allongé,  ou Souchet long.
- Cyperus louisianensis Thieret
- Cyperus lupulinus (Spreng.) Marcks
  - Cyperus lupulinus spp. lupulinus
- Cyperus manimae Kunth
- Cyperus meyenianus Kunth
- Cyperus microcristatus Lye
- Cyperus monocephalus
- Cyperus mutisii (Kunth) Griseb.
- Cyperus nanus Willd.
- Cyperus niger Ruiz et Pav.
  - Cyperus niger var. niger Ruiz et Pav.
- Cyperus ochraceus Vahl
- Cyperus odoratus L.
- Cyperus onerosus M.C. Johnston
- Cyperus ovatus Baldwin
- Cyperus owanii Boeckl.
- Cyperus oxylepis Nees ex Steud.
- Cyperus pallidicolor (Kükenth.) G. Tucker
- Cyperus papyrus L. - papyrus d'Égypte, Papyrus du Nil, Jonc du Nil, Plante à papier du Nil, Souchet à papier, Souchet du Nil.
- Cyperus parishii Britt.
- Cyperus pennatiformis Kükenth.
- Cyperus phaeolepis Cherm.
- Cyperus phleoides (Nees ex Kunth) Hbd.
- Cyperus pilosus Vahl
- Cyperus planifolius L.C. Rich.
- Cyperus plukenetii Fern.
- Cyperus polystachyos Rottb.
- Cyperus prolifer Lam. - Vrai papyrus nain
- Cyperus prolixus Kunth
- Cyperus pseudovegetus Steud.
- Cyperus pumilus L.
- Cyperus reflexus Vahl
- Cyperus refractus Engelm. ex Boeckl.
- Cyperus regiomontanus Britt.
- Cyperus retroflexus Buckl.
- Cyperus retrofractus (L.) Torr.
- Cyperus retrorsus Chapman
- Cyperus rheophyticus Lye
- Cyperus rockii Kükenth.
- Cyperus rotundus L. - Souchet rond, souchet en forme d'olive, souchet d'Asie, souchet officinal, herbe à oignon ou Souchet à tubercules. (Hauteur : 20 à 40 cm.)
- Cyperus sandwicensis Kükenth.
- Cyperus sanguindentus Vahl
- Cyperus schweinitzii Torr.
- Cyperus serotinus Rottb.
- Cyperus seslerioides Kunth
- Cyperus setigerus Torr. et Hook.
- Cyperus spectabilis Link
- Cyperus sphacelatus Rottb.
- Cyperus sphaerolepis Boeckl.
- Cyperus squarrosus L.
- Cyperus strigosus L.
- Cyperus surinamensis Rottb.
- Cyperus swartzii (A. Dietr.) Boeckl. ex Kükenth.
- Cyperus tegetiformis - Shichitoi (« Papyrus » japonais utilisé dans la fabrication de tapis et moustiquaires. )
- Cyperus tenerrimus Liebm.
- Cyperus tenuis Sw.
- Cyperus tetragonus Ell.
- Cyperus thyrsiflorus Jungh.
- Cyperus trachysanthos Hook. et Arn.
- Cyperus trinervis R. Br.
- Cyperus unioloides R. Br.
- Cyperus urbanii Boeckl.
- Cyperus variegatus  (Variété panachée dont les feuilles et les tiges sont rayées de blanc. En vieillissant, la plante finit souvent par prendre une couleur vert uni.)
- Cyperus virens Michx.
  - Cyperus virens var. virens Michx.